# Romániai magyar almanachok
Almanach Erdélyben (1918-1950) almanach eredetileg arab elnevezésű csillagászati naptár a középkorban, a 20. században naptárral vagy naptár nélkül időszakonként, évente vagy alkalmilag megjelenő, egyéb olvasmányok mellett főleg szépirodalmi anyagot közlő zsebkönyv.

## Almanach Erdélyben a két világháború közt

### 1919 és 1930 között
1919-ben, a még csak tájékozódó könyvkiadás történetében elsőnek, az irodalmi decentralizáció álláspontjára helyezkedő Erdélyi Írók Almanachja jelent meg Nagyváradon Ferenczy György szerkesztésében, huszonöt író bemutatásával. Az Erdélyi Irodalmi Társaság Almanachja 1921-re (Kolozsvár, 1920) Kiss Ernő szerkesztésében gazdag anyagával antológia jelleget öltött. A György Lajos szerkesztésében 1925-ben kiadott Pásztortűz Almanach (budapesti kiadása Erdélyi Almanach) számba vette a romániai magyar művelődési törekvések első hat esztendejének eredményeit; a szépirodalmi részben Áprily Lajos, Kovács Dezső, Nyirő József, Reményik Sándor, Szabolcska Mihály szerepelt, a tanulmányok átfogták a romániai magyar közélet minden vetületét.
A soron következő 1927-es kolozsvári Újságíró Almanach színvonalát a szerkesztésben részt vevő Gaál Gábor, Kuncz Aladár és Kós Károly biztosította. A több mint 300 lap terjedelmű kiadványban hazai és magyarországi neves írók mellett megszólalt Romain Rolland, s Áprily Lajos fordításában megjelent Eminescu remekműve, Az Esticsillag; sajtótörténeti cikkei mindmáig forrásértékűek. Folytatása egy másik Újságíró Évkönyv-Almanach (Kolozsvár, 1930). Ugyancsak 1927-ben jelent meg Kolozsvárt Szabó Imre zsidó almanachja, a Kelet kapujában.
Kimondottan alkalmi kiadvány az Almanach a kolozsvári Unitárius Főgimnázium "Kriza Önképzőkörének" 1927-1928. évéről, benne a később híressé vált tagok, Kovács György színművész, László Tihamér egyetemi tanár és Mikó Imre író egykori dolgozatai is olvashatók. Ugyancsak 1928-ban jelent meg Szigethy József szerkesztésében a Zenei, művészeti és irodalmi Dekameron, ma már ikonográfiai szempontból figyelemre méltó arcképekkel. Szigethy kétnyelvű kiadványként, Monografia Clujului – Kolozsvár monográfiája címmel folytatta almanach sorozatát. Az 1936-ban megjelent I. kötet a város történetét öleli fel, az 1939/40-ben kiadott IV. kötet a kolozsvári iparosok és értelmiségiek életrajzát tartalmazza. Az 1920-as évek bibliográfiájában még számon tartott a Marosvásárhelyi Almanach, naptárral az 1920. évre, Szász Károly szerkesztésében, székely írók közreműködésével; a nagybányai Almanach 1921 Németh Béla szerkesztésében; az Aradi Újságírók Almanachja az 1921. és 1922. évre, Fáskerti Tibor szerkesztésében; az Én, Te, Ő Almanach (Temesvár, 1927).

### 1930-as évek
Az 1930-as években az almanach manifesztum-jelleget kapott. Az Erdélyi Tudósító Almanachja (Kolozsvár, 1933) a katolicizmus szócsöve, a Pintér Lajos és Bércy György szerkesztésében, Károly Sándor előszavával megjelenő Karácsonyi Almanach (Arad, 1935) Archipenko, Bortnyik Sándor, George Grosz, Picasso s más avantgárd képzőművészek munkáinak közlésével a kor egyre embertelenebb jelenségeivel fordult szembe; a Győri Illés István szerkesztette Metamorphosis Transylvaniae (Kolozsvár, 1937) Erdély és a Bánság "nagy átalakulás"-át elemezte írók, újságírók – köztük Janovics Jenő, Gaál Gábor, Tabéry Géza – közreműködésével.

## Almanachok 1940 és 1950 között
"Időálló, dokumentáris kép" igényével készült ötven erdélyi író és újságíró 1940-es almanachja, a Fegyverek közt – múzsák, Gara Ernő szerkesztésében Nagyváradon. A második világháború végső szakaszában, 1943. március idusán, több mint jelkép húsz demokratikus író együttes jelentkezése Kolozsvárt a 48-as Erdély "zsebkönyv"-ben (Spectator előszavával, id. Jordáky Lajos betűivel). Az Erdély forradalmi hagyományait a háború alatti kérdések szemszögéből felelevenítő kötet Bem tábornok brassói kiáltványából vett idézettel kezdődött és Nagy István A munkásság Petőfije c. írásával fejeződött be.
Számos írót vonultatott föl a Szociáldemokrata Párt 1946-ra Kolozsvárt kiadott Almanachja. A demokratikus gondolkodásúak erkölcsi manifesztumát jelentette a kolozsvári román és magyar írók 1949 márciusában kiadott irodalmi almanachja (Împreună – Együtt): a közös fellépés nyomatékot adott a néhány hónap múlva megindított hasonnevű két kolozsvári folyóirat (Almanahul Literar, Irodalmi Almanach) egymást kiegészítő irodalompolitikai programjának.